# Комсомольська (станція метротрама)
48°42′31″ пн. ш. 44°31′09″ сх. д. / 48.70861° пн. ш. 44.51917° сх. д.
«Комсомольська» — станція Волгоградського метротрама. Розташована між станціями «Площа Леніна» і «Піонерська».

## Історія
Станція відкрита 5 листопада 1984 року в складі першої черги будівництва.
Свою назву отримала по однойменній вулиці.
У далекому майбутньому планується будівництво другої лінії швидкісного трамваю з пересадкою на першу на «Комсомольській». В даний час проекти розташування пересадки невідомі.

## Вестибюлі
Станція має один підземний вестибюль, обладнаний двома ескалаторами.

## Технічна характеристика
Конструкція станції — Колонна трипрогінна мілкого закладення (глибина закладення — 10 метрів).

## Оформлення
Станція оздоблена рожевим мармуром. Колійні стіни прикрашені декоративними вставками з латуні, що зображують стилізовані знамена. Торець станції відгороджений глухою стіною - за нею розташована недіюча частина станції, підготовлена за стандартами метро. 

## Безпека
На початку лютого 2012 року на станції було введено в дію обладнання по догляду пасажирів і багажу. 